# Discografia di Arturo Toscanini

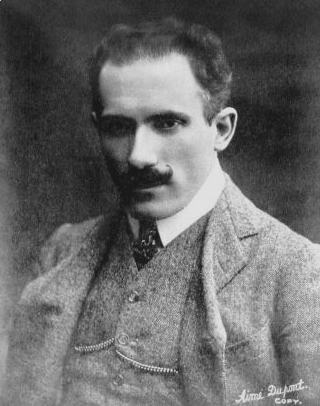
Arturo Toscanini

Arturo Toscanini è stato un direttore d'orchestra italiano, uno dei musicisti più famosi del tardo XIX e XX secolo. Toscanini fu un artista prolifico per quanto riguarda le incisioni, avendo diretto molte registrazioni dal 1920 fino al suo pensionamento nel 1954.

## Toscanini e le incisioni
Toscanini fece le sue prime registrazioni nel dicembre del 1920 con l'Orchestra della Scala nello studio di Trinity Church della Victor Talking Machine Company a Camden, New Jersey e la sua ultima con la NBC Symphony Orchestra nel mese di giugno 1954 alla Carnegie Hall. Tutto il suo catalogo di registrazioni commerciali è stato pubblicato dalla RCA Victor, ad eccezione di due registrazioni di un solo lato per Brunswick nel 1926 (la sua prima dal procedimento elettrico) con la New York Philharmonic e una serie di registrazioni con la BBC Symphony Orchestra dal 1937 al 1939 per l'etichetta EMI His Master's Voice (affiliata europea della Victor). Toscanini ha anche registrato con la Filarmonica di New York alla Carnegie Hall per la RCA Victor nel 1929 e 1936. In seguito fece una serie di lunghe registrazioni non pubblicate con la Philadelphia Orchestra per la RCA Victor nel Academy of Music di Philadelphia nel 1941 e 1942. Tutte le pubblicazioni commerciali pubblicate dalla RCA Victor e le registrazioni HMV sono state rimasterizzate in digitale e ristampate su compact disc. Ci sono anche concerti registrati con varie orchestre europee, in particolare con l'Orchestra della Scala e la Philharmonia Orchestra.
Toscanini non amava registrare, in particolare con il metodo acustico e quindi per diversi anni registrò soltanto sporadicamente. Aveva cinquantatré anni quando fece le sue prime registrazioni nel 1920 e non cominciò le registrazioni regolari fino al 1938, dopo essere diventato direttore della NBC Symphony Orchestra, all'età di settant'anni. Poiché il processo di registrazione era migliorato, così fece anche l'atteggiamento negativo di Toscanini nel fare incisioni ed alla fine divenne più interessato a preservare le sue esecuzioni per i posteri. La maggior parte delle registrazioni di Toscanini sono state fatte con l'NBC Symphony, che era stata creata appositamente per lui. Le registrazioni NBCSO, risalenti al 1937-1954, coprono la maggior parte del suo repertorio e documentano la fase finale dei suoi 68 anni di carriera di direzione.
Dal 1990 al 1992 la RCA ristampò il suo intero catalogo di Toscanini su compact disc, con l'etichetta Gold Seal. Questa edizione in 71 volumi occupava 82 CD ed è stato rimasterizzato, quando possibile, da fonti originali. A partire dal 1999 la RCA ha ristampato molte delle registrazioni di Toscanini "ad alta fedeltà", realizzate tra il 1949 e il 1954, con rimasterizzazioni più recenti. Nel 2012, la Sony Masterworks, che ora possiede gli archivi RCA Victor, ha emesso un cofanetto di 84 CD di registrazioni complete RCA Victor di Toscanini e le registrazioni HMV pubblicate in commercio con la BBC Symphony su etichetta RCA Red Seal. Nel 2013 la EMI Classics ha emesso un insieme di 6 CD con registrazioni complete HMV di Toscanini con la BBC Symphony Orchestra. I concerti registrati con varie orchestre europee, in particolare con l'Orchestra della Scala e la Philharmonia Orchestra, sono stati emessi su altre etichette. Il suo ritiro ha coinciso con le prime registrazioni stereofoniche commerciali. Sono stati registrati in stereo solo i suoi ultimi due concerti con la NBC, il 21 marzo e il 4 Aprile 1954.
Come il suo biografo Harvey Sachs ha osservato, le prime registrazioni di Toscanini nel 1920 hanno avuto luogo nel punto centrale esatto della sua carriera di direzione (1886-1954), cosicché documentano la direzione di Toscanini solo nella seconda metà della sua carriera.

### Guide alle incisioni
Una guida per la carriera discografica di Toscanini si trova in Mortimer H. Frank "Dalla fossa al podio: Toscanini in America" in International Classical Record Collector (1998, 15 8-21) e "Toscanini's European Inheritance" di Christopher Dyment in International Classical Record Collector (1998, 15 22-8). Frank e Dyment discutono anche la storia delle esecuzioni del Maestro Toscanini nel numero del 50º anniversario della Classic Record Collector (2006, 47) Frank con Toscanini - Mito e realtà (10-14) e Un vortice a Londra di Dyment (15-21) Questo numero contiene anche interviste a persone che si sono esibite con Toscanini - Licia Albanese - Il Maestro ed Io di Jon Tolansky (22-6) e Un tocco di Mesmerismo: John Tolansky parla con alcuni di coloro che hanno lavorato con Arturo Toscanini, per scoprire alcuni dei i segreti del suo potere sui cantanti, orchestre e pubblico. (34-7). C'è anche un articolo sulla interpretazione di Toscanini della Prima Sinfonia di Brahms - Norman C. Nelson, Primus inter pares [...] L'interpretazione di Toscanini della Prima Sinfonia di Brahms nel contesto delle altre (28-33)
Arturo Toscanini: The NBC Years (2002) di Mortimer Frank contiene una vasta discografia come Appendice 8. È già un po' datata, ma è ancora molto utile. Oltre a tutti i dischi dalla RCA's Toscanini Collection (Gold Seal) e The Immortal (Red Seal), molte trasmissioni importanti pubblicate da Naxos, Music e Arts, Testament e altre sono anche comprese. Attenzione: tutte le pubblicazioni dopo il 2002 non sono comprese e c'è una discreta quantità di queste; per esempio, i cinque box-set di dischi con le sinfonie di Beethoven complete (RCA Red Seal). È anche fuorviante l'elenco di alcuni vecchi remasters sull'etichetta Music and Arts, che sono ora disponibili in incisioni migliori; per esempio, Manfred e Romeo e Giulietta di Tchaikovsky del 21 marzo 1953, sono stati ripubblicati nel 2004 come CD-4260, mentre il libro dà solo la vecchia edizione dal 1987 (CD-260).

## Album
La discografia di seguito non è completa, ma abbastanza rappresentativa. L'elenco contiene solo versioni Compact Disc e non contiene 78 giri, LP, cassette, o pubblicazioni Stereo8. Oltre alle registrazioni pubblicate per l'etichetta RCA, essa comprende le pubblicazioni di prove e spettacoli televisivi su altre etichette.
| Titolo/Programma | Collaboratori | Anno(i) di Registrazione                                                                  | Etichetta |
| --- | --- | ----------------------------------------------------------------------------------------- | --- |
| Toscanini Collection, Volume 71: La Scala Acoustical Recordings - Beethoven: - Adagio; Allegro molto e vivace (ultimo movimento) dalla Sinfonia n. 1 in Do maggiore, Op. 21 - Allegro (ultimo movimento) dalla Sinfonia n. 5 in Do minore, Op. 67 - Berlioz: - Rákóczy March - Bizet: - L'Arlésiana, suite per orchestra n. 2 - Carmen, Atto 4: Intermezzo: Aragonese - Donizetti: - Don Pasquale Ouverture - Respighi: - Antiche danze et arie, Set 1 - Massenet: - Scènes pittoresques - Mendelssohn: - A Midsummer Night's Dream: Scherzo e Marcia Nuziale - Mozart: - Minuetto e Finale dalla Sinfonia n. 39 in Mi bemolle maggiore, K. 543 - Pizzetti: - La Pisanella, Preludio all'Atto I - Wolf-Ferrari: - Il segreto di Susanna, Ouverture | Orchestra del Teatro alla Scala | 1920–1921                                                                                 | RCA Gold Seal |
| Toscanini Collection, Volume 64: Haydn - Beethoven - Haydn: - Sinfonia n. 101 in Re maggiore "Clock" - Beethoven: - Sinfonia n. 7 in La maggiore, Op. 92 - Mendelssohn: - A Midsummer Night's Dream, Op.21: Scherzo | New York Philharmonic |                                                                                           | RCA Gold Seal |
| Toscanini Collection, Volume 65: Mozart – Brahms – Wagner - Mozart: - Sinfonia n. 35 in Re maggiore, K 385 "Haffner" - Mendelssohn: - Midsummer Night's Dream, Op. 61: Scherzo e Notturno - Brahms: - Variazioni su un tema di Haydn, Op. 56a Wagner: - - Idillio di Sigfrido - Dukas: - L'Apprendista Stregone | New York Philharmonic |                                                                                           | RCA Gold Seal |
| Toscanini Collection, Volume 66: Ouvertures & Preludi - Gluck: - Orfeo ed Euridice: Danza degli Spiriti Beati - Verdi: - La traviata: Preludi agli atti 1 e 3 - Wagner: - Il Crepuscolo degli Dei: Crepuscolo mattutino e Viaggio di Sigfrido sul Reno - Lohengrin: Preludi agli atti 1 e 3 - Rossini: - Il barbiere di Siviglia: Ouverture - L'italiana in Algeri: Ouverture - Semiramide: Ouverture | New York Philharmonic |                                                                                           | RCA Gold Seal |
| Registrazioni Complete della Filadelfia Orchestra (Set 3-CD) - Schubert: - Sinfonia n. 9 in Do maggiore, D 944 "Great” - Richard Strauss: - Morte e Trasfigurazione, Op. 24 - Debussy: - La mer - Immagini per Orchestra: n. 2, Ibéria - Respighi: - Feste Romane - Berlioz: - Roméo and Juliet, Op. 17: Queen Mab Scherzo - Tchaikovsky: - Sinfonia n. 6 in Si minore, Op. 74 "Patetica” - Mendelssohn: - Sogno di una notte di mezza estate - Estratti* | Orchestra di Filadelfia - Edwina Eustis, soprano* - Florence Kirk, soprano* - University of Pennsylvania Women's Glee Club* | 1941–1942                                                                                 | RCA Red Seal |
| Beethoven: 9 Sinfonie (Set di 5-CD) - Beethoven: - Sinfonia n. 1 in Do maggiore, Op. 21 - Sinfonia n. 2 in Re maggiore, Op. 36 - Sinfonia n. 3 in Mi bemolle maggiore, Op. 55 "Eroica" - Sinfonia n. 4 in Si bemolle maggiore, Op. 60 - Sinfonia n. 5 in Do minore, Op. 67 - Sinfonia n. 6 in Fa maggiore, Op. 68 "Pastorale" - Sinfonia n. 7 in La maggiore, Op. 92 - Sinfonia n. 8 in Fa maggiore, Op. 93 - Sinfonia n. 9 in Re minore, Op. 125 "Corale"* | NBC Symphony Orchestra - Eileen Farrell, soprano* - Nan Merriman, mezzosoprano* - Jan Peerce, tenore* - Norman Scott, basso* - Corale Robert Shaw* | 1949-53 (tutte le trasmissioni, estratti n. 1, 2, 8 e 9: studio)                          | RCA Red Seal 82876 55702 (le stesse rimasterizzazioni de L'immortale, Volumi. I-III, che comprendono anche una registrazione in studio del 1953 della Missa Solemnis) |
| Musica Orchestrale Italiana (set 2-CD) - Respighi: - Pini di Roma - Fontane di Roma - Feste Romane - Catalani: - Loreley: Danza delle ninfe dell'acqua - La Wally: Atto 4 Preludio - Donizetti: - Don Pasquale: Ouverture - Verdi: - La forza del destino: Ouverture - Ponchielli - La Gioconda: Danza delle Ore - Rossini: - L'italiana in Algeri: Ouverture - Semiramide: Ouverture - Guglielmo Tell: Ouverture | NBC Symphony Orchestra | 1949–1953 (tutto in studio)                                                               | RCA Red Seal 74321 72374 (L'Immortale, Vol. X) |
| Verdi & Cherubini: Lavori Corali (Set 2-CD) - Verdi: - Requiem* - Quattro pezzi sacri: Te Deum - Cherubini: - Requiem in Do minore | NBC Symphony Orchestra Corale Robert Shaw - Herva Nelli, soprano* - Fedora Barbieri, mezzosoprano* - Giuseppe Di Stefano, tenore* - Cesare Siepi, basso* | 1951–1954 (trasmissioni, oltre a molti aggiustamenti dalle prove per il Requiem di Verdi) | RCA Red Seal 74321 72373 (The Immortal, Vol. XI) |
| Schubert & Mendelssohn: Sinfonie (Set 2-CD) - Schubert: - Sinfonia n. 5 in Si bemolle maggiore, D 485 - Sinfonia n. 8 in Si minore, D 759 "Incompiuta" - Sinfonia n. 9 in Do maggiore, D 944 "Great" - Mendelssohn: - Sinfonia n. 4 in La maggiore, Op. 90 "Italiana" - Sinfonia n. 5 in Re maggiore, Op. 107 "Riforma" | NBC Symphony Orchestra | 1950–1953 In studio (Schubert) e trasmissioni più le prove (Mendelssohn)                  | RCA Red Seal 74321 59480 (The Immortal, Vol. V) |
| Brahms: Le Quattro Sinfonie (Set 2-CD) - Brahms: - Sinfonia n. 1 in Do minore, Op. 68 - Sinfonia n. 2 in Re maggiore, Op. 73 - Sinfonia n. 3 in Fa maggiore, Op. 90 - Sinfonia n. 4 in Mi minore, Op. 98 | NBC Symphony Orchestra | 1951-52 (studio)                                                                          | RCA Red Seal 74321 55838 (The Immortal, Vol. IV) |
| Grandi Sinfonie (Set 2-CD) - Mozart: - Sinfonia n. 40 in Sol minore, K. 550 - Haydn: - Sinfonia n. 94 in Sol maggiore "Surprise" - Cherubini: - Sinfonia in Re maggiore - Schumann: - Sinfonia n. 3 in Mi bemolle maggiore, Op. 97 "Rhenish" - Dvořák: - Sinfonia n. 9 in Mi minore, B. 178/Op. 95 “Dal Nuovo Mondo" | NBC Symphony Orchestra | 1949-53 (tutte in studio, tranne Schumann che è una trasmissione)                         | RCA Red Seal 74321 59481 (The Immortal, Vol. VI) |
| Musica Orchestrale Francese (Set 2-CD) - Debussy: - La Mer, L. 109 - Ibéria, per orchestra, L. 122/2 - Nuages, L. 91/1 - Prélude à l'après-midi d'un faune, L. 86 - Ravel: - Daphnis et Chloé, suite n. 2 - Berlioz: - Le carnaval romain, Ouverture, H.95/Op. 9 - Roméo and Juliet: Queen Mab Scherzo, H.79/Op. 17 - Franck: - Psyché - Herold: - Ouverture a "Zampa" - Saint-Saëns: - Danza macabra, Op. 40 - Bizet: - Suite dalla Carmen n. 1 - Thomas: - Mignon Ouverture - Dukas: - L'Apprendista Stregone | NBC Symphony Orchestra |                                                                                           | RCA Red Seal |
| Wagner (Set 2-CD) - Wagner: - La Valchiria: Cavalcata delle Valchirie - Sigfrido: Mormorio della Foresta - Il crepuscolo degli dei: Crepuscolo mattutino e Viaggio di Sigfrido sul Reno / Morte di Sigfrido e Marcia Funebre - Idillio di Sigfrido - Tristano e Isotta: Preludio all'Atto I & Liebestod - I maestri cantori di Norimberga: Preludio all'Atto III - Parsifal: Preludio all'Atto I / Incantesimo del Venerdì santo - Lohengrin: Preludio all'Atto 1 / Preludio all'Atto III - Tannhäuser: Ouverture & Baccanale | NBC Symphony Orchestra | 1949-52 (tutto in studio, eccetto il Tannhäuser che è una trasmissione)                   | RCA Red Seal 74321 59482 (The Immortal, Vol. VII) |
| Capolavori Orchestrali (Set 2-CD) - Mussorgsky: - Quadri da un'Esposizione (orchestrazione Ravel) - Richard Strauss: - Morte e Trasfigurazione, Op. 24 - I tiri burloni di Till Eulenspiegel, Op. 28 - Brahms: - Variazioni su un Tema di Haydn, Op. 56a - Quattro Danze Ungheresi - Tchaikovsky: - Suite Schiaccianoci, Op. 71a - Sibelius: - Finlandia, Op. 26 - Smetana: - Vltava (La Moldava) | NBC Symphony Orchestra |                                                                                           | RCA Red Seal |
| Brahms & Tchaikovsky - Concerti per Pianoforte - Brahms: - Concerto per Pianoforte n. 2 in Si-bemolle maggiore, op. 83 - Tchaikovsky: - Concerto per Pianoforte n. 1 in Si-bemolle minore, Op. 23 | NBC Symphony Orchestra - Vladimir Horowitz, pianoforte | 1940–1941                                                                                 | RCA Red Seal |
| Il Concerto Completo del 21 marzo 1954 - Rossini: - Ouverture a Il barbiere di Siviglia - Tchaikovsky: - Sinfonia n. 6 in Si minore, Op. 74 “Patetica” | NBC Symphony Orchestra | 1954                                                                                      | Musica & Arti |
| Il Concerto Finale – 4 aprile 1954 - Wagner: - Lohengrin: Atto I Preludio - Sigfrido: Mormorio della Foresta - Il Crepuscolo degli Dei: Crepuscolo mattutino e Viaggio di Sigfrido sul Reno - Tannhäuser: Ouverture e Baccanale - I Maestri Cantori di Norimberga: Atto I Preludio | NBC Symphony Orchestra | 1954                                                                                      | Music & Arts |
| Toscanini Collection, Vol 28 – Shostakovich, Prokofiev. Stravinsky - Prokofiev: - Sinfonia n. 1 in Re maggiore, Op. 25 "Classical" - Shostakovich: - Sinfonia n. 1 in Fa minore, Op. 10 - Glinka: - Kamarinskaya - Liadov - Kikimora, Op. 63 - Stravinsky: - Suite da Petrouchka | NBC Symphony Orchestra | 1940–1951                                                                                 | RCA Gold Seal |
| Toscanini Collection, Volume 38 - Gershwin, Grofé, Barber - Gershwin: - Un Americano a Parigi - Grofé: - Grand Canyon Suite - Barber: - Adagio per Archi, (arr. dal Quartetto per Archi, Op. 11) - Sousa: - El Capitan / The Stars and Stripes Forever (arr. Toscanini) - Smith: - The Star-spangled Banner («La bandiera adorna di stelle» è l'inno nazionale degli Stati Uniti d'America) (arr. Toscanini) | NBC Symphony Orchestra | 1942–1945                                                                                 | RCA Gold Seal |
| Toscanini Collection, Volume 40 - Valzer Il Danubio Blu, Etc. - Waldteufel: - Les patineurs, Op. 183 - Leopold Mozart: - Cassation in Sol maggiore "Sinfonia dei Giocattoli" - Johann Strauss Jr.: - Tritsch-Tratsch-Polka, Op. 214 / Sul Bel Danubio Blu, Op. 314 - Suppé: - Poets and Peasants: Ouverture - Ponchielli - La Gioconda: Danza delle Ore - Paganini: - Moto perpetuo, Op. 11 (arr. Toscanini) - J. S. Bach: - Suite for Orchestra n. 3 in Re maggiore, BWV 1068: Air - Glinka: - Capriccio brillante sul tema "Jota aragonesa" - Weber: - Invito alla Danza, Op. 65 | NBC Symphony Orchestra | 1938–1952                                                                                 | RCA Gold Seal |
| Toscanini Collection, Volume 11 - Sinfonie di Mozart - Mozart: - Sinfonia n. 39 in Mi bemolle maggiore, K 543 / Sinfonia n. 40 in Sol minore, K 550 / Sinfonia n. 41 in Do maggiore, K 551 "Jupiter" | NBC Symphony Orchestra | 1938–1948                                                                                 | RCA Gold Seal |
| Beethoven: Fidelio (set2-CD) - Beethoven: - Fidelio, Op. 72 | NBC Symphony Orchestra - Eleanor Steber, soprano - Herbert Janssen, baritono - Rose Bampton, soprano - Jan Peerce, tenore - Sid Belarsky, basso - Joseph Laderoute, tenore - Nicola Moscona, basso - NBC Symphony Chorus                                    | 1944                                                                                      | RCA Gold Seal |
| Toscanini Collection, Volume 20 – Sinfonie di Franck & Saint-Saëns - Franck: - Sinfonia in Re minore, M 48 - Saint-Saëns: - Sinfonia n. 3 in DoC minore, Op. 78 "Organ" | NBC Symphony Orchestra |                                                                                           | RCA Gold Seal |
| Toscanini Collection, Volume 35 – Elgar & Mussorgsky - Mussorgsky: - Quadri di un'Esposizione (orch. Ravel) - Elgar: - Variazioni su un tema Originale, Op. 36 "Enigma" | NBC Symphony Orchestra | 1951–1953                                                                                 | RCA Gold Seal |
| Toscanini Collection, Volume 30 - Richard Strauss - Richard Strauss: - Don Chisciotte, Op. 35* / Morte e Trasfigurazione, Op. 24 | NBC Symphony Orchestra - Frank Miller, violoncello* |                                                                                           | RCA Gold Seal |
| Toscanini Collection, Volume 60 - Verdi: La Traviata - Verdi: - La Traviata | NBC Symphony Orchestra - Jan Peerce, tenore - Robert Merrill, baritono - Maxine Stellman, mezzosoprano - John Garris, tenore - George Cehanovsky, baritono - Paul Dennis, basso - Arthur Newman, basso - Licia Albanese, soprano - Johanne Morland, soprano | 1946                                                                                      | RCA Gold Seal |
| Toscanini Collection, Volume 62 - Boito, Verdi: Estratti da Opere - Boito: - Mefistofele: Prologo in Cielo - Verdi - I lombardi: Qual voluttà trascorrere / Rigoletto: Act 3 | NBC Symphony Orchestra - Nicola Moscona, basso/baritono - Vivian Della Chiesa, soprano - Jan Peerce, tenore - Zinka Milanov, soprano - Nan Merriman, contralto - Leonard Warren, baritono                                                                   | 1954                                                                                      | RCA Gold Seal |
| Brahms: Piano Concerto n. 2 & Sinfonia n. 3 - Brahms: - Piano Concerto n. 2 in Si-bemolle maggiore, Op. 83* / Sinfonia n. 3 in Fa maggiore, Op. 90 | NBC Symphony Orchestra - Vladimir Horowitz, pianoforte* | 1946–1948                                                                                 | Music and Arts |
| Beethoven, Mozart, Cherubini (2-CD set) - Beethoven: - Missa solemnis in Re maggiore, Op. 123 / Sinfonia n. 7 in La maggiore, Op. 92 - Mozart: - Sinfonia n. 35 in Re maggiore, K 385 "Haffner" - Cherubini: - Anacréon: Ouverture | BBC Symphony Orchestra - Nicola Moscona, basso - Kerstin Thorborg, contralto - Zinka Milanov, soprano - Koloman von Pataky, tenore - BBC Symphony Chorus | 1935–1939                                                                                 | BBC |